# Kanton Sinnamary
Kanton Sinnamary (francouzsky Canton de Sinnamary) byl francouzský kanton v departementu Francouzská Guyana v regionu Francouzská Guyana. Tvořily ho 2 obce. Zrušen byl po reformě kantonů 2014.

## Obce kantonu
- Saint-Élie
- Sinnamary